# Ла-Шапель-де-ла-Тур
Ла-Шапель-де-ла-Тур (фр. La Chapelle-de-la-Tour) — коммуна во Франции, находится в регионе Рона — Альпы. Департамент коммуны — Изер. Входит в состав кантона Ла-Тур-дю-Пен. Округ — Ла-Тур-дю-Пен.
Код INSEE коммуны — 38076. Население коммуны на 2012 год составляло 1700 человек. Населённый пункт находится на высоте от 375 до 452 метров над уровнем моря. Муниципалитет расположен на расстоянии около 440 км юго-восточнее Парижа, 55 км восточнее Лиона, 55 км северо-западнее Гренобля. Мэр коммуны — Жан Гальан, мандат действует на протяжении 2014—2020 годов.
Динамика населения (INSEE):